# گریگوری بوژنیان
گریگوری میخائیلی بوژنیان (ارمنی: Գրիգորի Միխայիլի Պոժենյան؛  زاده ۲۰ سپتامبر ۱۹۲۲ - درگذشته ۲۰ سپتامبر ۲۰۰۵) نویسنده، شاعر، فیلم‌نامه‌نویس، ترانه‌سرا و کارگردان فیلم اهل ارمنستان بود.

## زندگی‌نامه
وی در ۱۹ یا ۲۰ سپتامبر ۱۹۲۲ در خارکوف به دنیا آمد و از انستیتو ادبیات ماکسیم گورکی فارغ‌التحصیل گشت. وی عضو اتحادیه نویسندگان اتحاد شوروی بود. وی همچنین برنده جوایزی همچون نشان پرچم سرخ، نشان جنگ میهنی درجه یک، نشان جنگ میهنی درجه دو، مدال به خاطر پیروزی مقابل آلمان در جنگ بزرگ میهنی (۱۹۴۵–۱۹۴۱), مدال بزرگداشت ۸۵۰مین سالگرد مسکو، نشان برجسته افتخار، نشان ستاره سرخ، نشان شایستگی نبرد، مدال دفاع از قفقاز، نشان پیش‌کسوت کار، نشان درجه ۳ لیاقت میهن‌پرستی جایزه دولتی فدراسیون روسیه شد. وی در ۱۹ یا ۲۰ سپتامبر ۲۰۰۵ در سن ۸۳ سالگی در مسکو درگذشت و در آرامستان پردلکینو به خاک سپرده شد.